# Kogelflesje

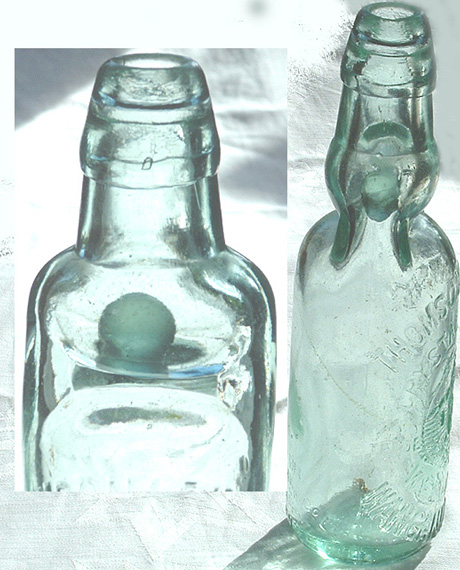
Een kogelflesje

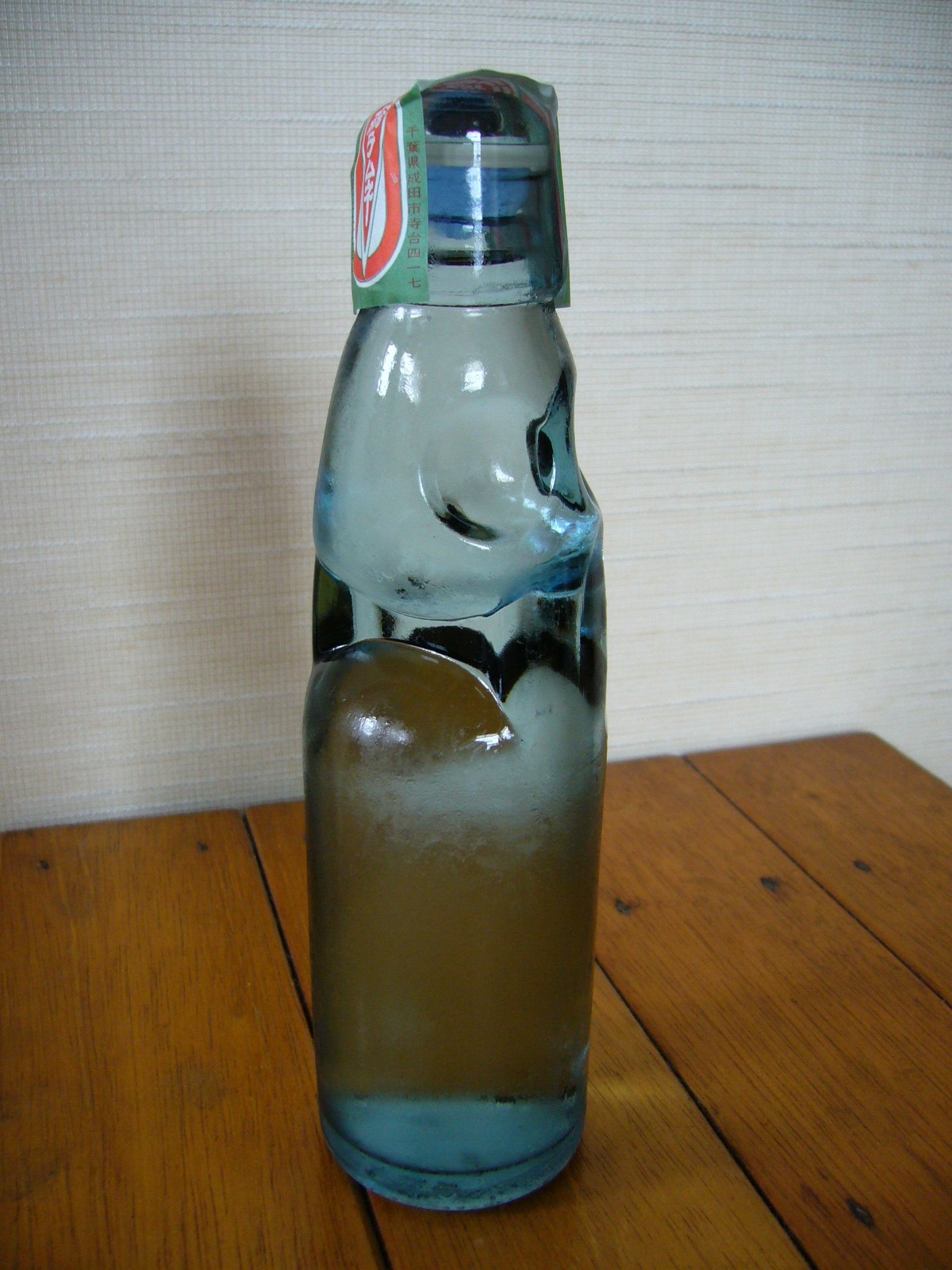
Een kogelflesje met Ramune

Een kogelflesje is een herbruikbaar flesje dat wordt afgesloten door een glazen knikker, die met een rubberen ring functioneert als een kogelventiel. De knikker wordt op zijn plaats gehouden door druk van binnenuit, zodat het flesje alleen gebruikt wordt voor koolzuurhoudende dranken. Het wordt geopend door de knikker naar beneden te duwen. In een eenmaal geopend flesje is de gasdruk lager, dus de sluiting is dan minder betrouwbaar. Wel kan er na reiniging opnieuw drank in gebotteld worden. Daarvoor moet het flesje ondersteboven op een vulpijp gezet worden. Na vulling wordt het snel afgekoppeld, zodat de druk van buiten plotseling wegvalt. De druk in de fles en de zwaartekracht drukken de kogel dan stevig in de ring.
Een kogelflesje heeft vaak een eigenaardig gevormde hals die de naar beneden gedrukte knikker opvangt en zo verhindert dat de knikker terugrolt als het flesje aan de mond wordt gezet. Omdat de kogel niet uit het flesje kon, werd dit vaak kapotgeslagen om de knikker als speelgoed te gebruiken.
Kogelflesjes zijn in 1872 uitgevonden door Hiram Codd, en worden in Engelstalige landen dan ook wel Codd-neck bottles genoemd. Voor de Tweede Wereldoorlog werden kogelflesjes ook in Nederland veel gebruikt. Tegenwoordig zijn ze nog in gebruik in Japan en India. In Japan verkoopt men er een ouderwets-nostalgisch soort limonade in, genaamd ramune (ラムネ). Deze zijn vooral te krijgen tijdens tempelfestivals, waar veelal nostalgische lekkernijen verkocht worden. In India wordt Banta, een limonade met citroensmaak, verkocht in kogelflesjes, maar ook in andere flessen.

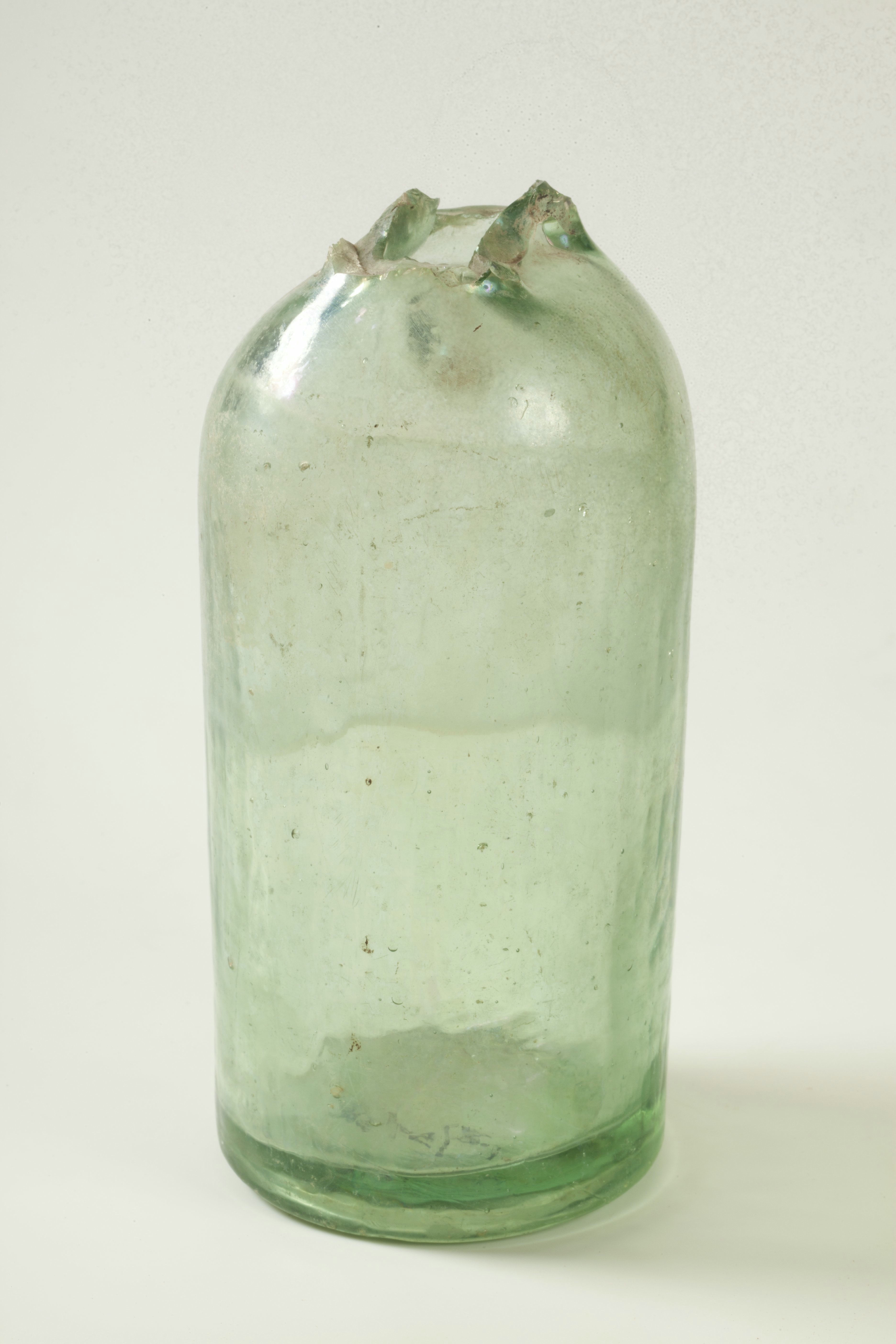
Kogelflesje zonder hals, bij de drooglegging van Oostelijk Flevoland gevonden in het wrak van het S.S. IJssel